# 拓跋樂真
拓跋樂真（?—?），鲜卑名步洛真，追尊魏平文帝拓跋郁律曾孙，拓跋斤之子，北魏宗室、官员。

## 生平
拓跋樂真其後頻有戰功，承襲祖父拓跋孤的爵位高涼王。
天興二年正月庚午（399年3月6日），魏道武帝拓跋珪向北巡视，分派各路将领大举袭击高车，大將軍、常山王拓跋遵等三路军队從東道出長川，鎮北將軍、高涼王拓跋樂真等七路军队從西道出牛川，魏道武帝亲自统帅六路军队从中道自駮髯水西北进发。二月丁亥朔（399年3月23日），北魏各路军队会师，击败高车各种族三十多个部落，擒获七万多人，马三十多万匹，牛羊一百四十多万头。
永兴元年十二月戊戌（410年2月4日），拓跋乐真改封平阳王，逝世后又追封高梁王，谥号襄。由其子拓跋禮襲封本爵高涼王。

## 家庭

### 夫人
- 乌丸氏，北魏使持节、征南将军、冀州刺史、赠司空公乌丸勑以建之女

### 子女
- 拓跋礼，北魏高凉懿王
- 拓跋陵，北魏使持节、都督并州诸军事、征虏将军、并州刺史